# 臺灣省石炭調整委員會
臺灣省石炭調整委員會，為台灣省行政長官公署於1945年11月14日成立之相當特殊官署，用意在於接管台灣日治時期之台灣石炭統制株式會社所管轄之石炭（煤炭）業統發。此間之石炭即包含煤業之台灣工礦事務，也就是將台灣日治時期工礦事業以公權力轉為公營的關鍵官署。台灣省行政長官公署改制為台灣省政府後，該委員會仍舊存在。1954年，該委員會改制為臺灣省煤業調解委員會。該委員會於1950年代－1960年代接收工礦權、發放股權、收購公煤等方式頗有爭議，因此常引起爭訟。

## 其他
李建興（瑞三鑛業創辦人）於1950年4月到1953年4月期間擔任該會主任委員，期間整頓人事、建立會計制度，之後該會始有盈餘繳庫，並向日本、韓國輸出焦煤。